# 152
| [ Edytuj tabelę ] |                          |
| Cesarz Chin       | - 146 Han Huandi 168     |
| Władca Korei      | - 146 Ch’adae 165        |
| Papież            | - 140 Pius I 155         |
| Król Partów       | - 147 Wologazes IV 191   |
| Cesarz Rzymu      | - 138 Antoninus Pius 161 |

Rok 152 / CLII
stulecia: I wiek ~
II wiek ~
III wiek

lata: 142 «
147 «
148 «
149 «
150 «
151 «
152
» 153
» 154
» 155
» 156
» 157
» 162

## Wydarzenia
- Afryka
  - stłumienie powstania w Mauretanii